# Aralia glabra
Aralia glabra là một loài thực vật có hoa trong Họ Cuồng. Loài này được Matsum. mô tả khoa học đầu tiên năm 1899.